# Pan-Amerikaanse Spelen 1951
De eerste Pan-Amerikaanse Spelen werden gehouden in 1951 in het Argentijnse Buenos Aires. Er was aanvankelijk in 1940 besloten om de eerste Spelen in 1942 te organiseren, maar door de uitbraak van de Tweede Wereldoorlog ging dit niet door.
Sporten op het programma waren onder andere boksen en voetbal.

## Medaillespiegel
| Medaillespiegel Pan-Amerikaanse Spelen 1951 | Medaillespiegel Pan-Amerikaanse Spelen 1951 | Medaillespiegel Pan-Amerikaanse Spelen 1951 | Medaillespiegel Pan-Amerikaanse Spelen 1951 | Medaillespiegel Pan-Amerikaanse Spelen 1951 | Medaillespiegel Pan-Amerikaanse Spelen 1951 |
| ------------------------------------------- | ------------------------------------------- | ------------------------------------------- | ------------------------------------------- | ------------------------------------------- | ------------------------------------------- |
| Plaats                                      | Land                                        | Goud                                        | Zilver                                      | Brons                                       | Totaal                                      |
| 1                                           | Argentinië                                  | 68                                          | 44                                          | 38                                          | 150                                         |
| 2                                           | Verenigde Staten                            | 44                                          | 33                                          | 18                                          | 98                                          |
| 3                                           | Chili                                       | 9                                           | 20                                          | 12                                          | 41                                          |
| 4                                           | Cuba                                        | 9                                           | 9                                           | 10                                          | 18                                          |
| 5                                           | Brazilië                                    | 5                                           | 15                                          | 12                                          | 32                                          |
| 6                                           | Mexico                                      | 4                                           | 9                                           | 27                                          | 40                                          |
| 7                                           | Peru                                        | 2                                           | 5                                           | 7                                           | 14                                          |
| 8                                           | Trinidad en Tobago                          | 1                                           | 3                                           | 0                                           | 4                                           |
| 9                                           | Ecuador                                     | 1                                           | 0                                           | 1                                           | 2                                           |
| 10                                          | Colombia                                    | 1                                           | 0                                           | 0                                           | 1                                           |
| 11                                          | Venezuela                                   | 0                                           | 1                                           | 1                                           | 2                                           |
| 12                                          | Costa Rica                                  | 0                                           | 1                                           | 0                                           | 1                                           |
| 13                                          | Jamaica                                     | 0                                           | 0                                           | 3                                           | 3                                           |
| 14                                          | Panama                                      | 0                                           | 0                                           | 2                                           | 2                                           |
| 14                                          | Paraguay                                    | 0                                           | 0                                           | 2                                           | 2                                           |
| 16                                          | Guatemala                                   | 0                                           | 0                                           | 1                                           | 1                                           |
| 16                                          | Haïti                                       | 0                                           | 0                                           | 1                                           | 1                                           |
| Totaal                                      | Totaal                                      | 144                                         | 140                                         | 135                                         | 419                                         |

1951 ·
1955 ·
1959 ·
1963 ·
1967 ·
1971 ·
1975 ·
1979 ·
1983 ·
1987 ·
1991 ·
1995 ·
1999 ·
2003 ·
2007 ·
2011 ·
2015 ·
2019 ·
2023 ·
2027